# Naherholungsgebiet Waldbad Zeischa

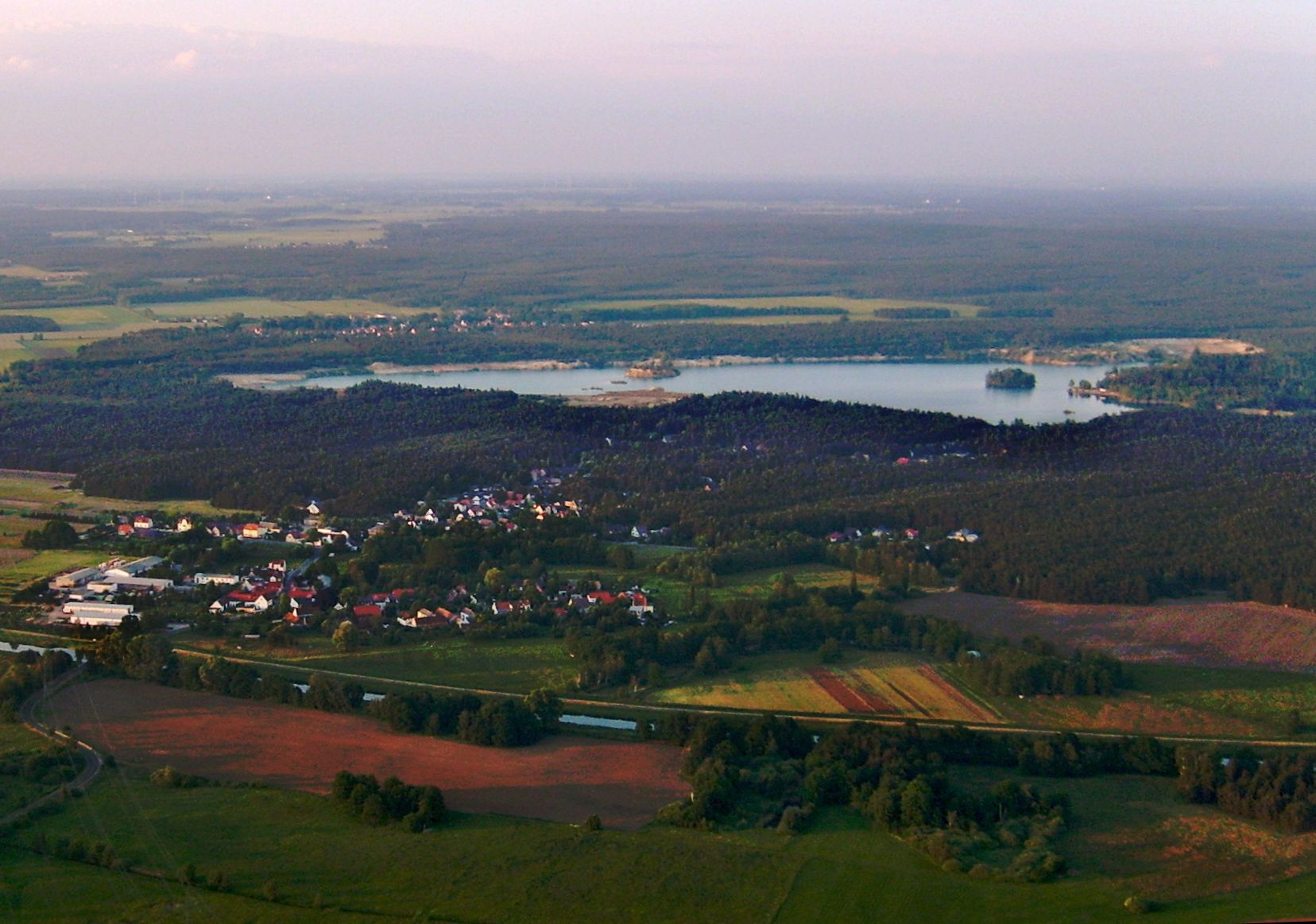
Vogelperspektive aus Richtung Südost auf Zeischa und das nördlich der Ortslage gelegene Naherholungsgebiet.

Das Naherholungsgebiet Waldbad Zeischa befindet sich im Osten der südbrandenburgischen Kurstadt Bad Liebenwerda zwischen den Ortsteilen Dobra und Zeischa an der Bundesstraße 101. Mittelpunkt des gegenwärtig noch unter Bergbaurecht stehenden Gebietes ist eine etwa 80 Hektar umfassende Kiesgrube.

## Geschichte

### Kieswerk

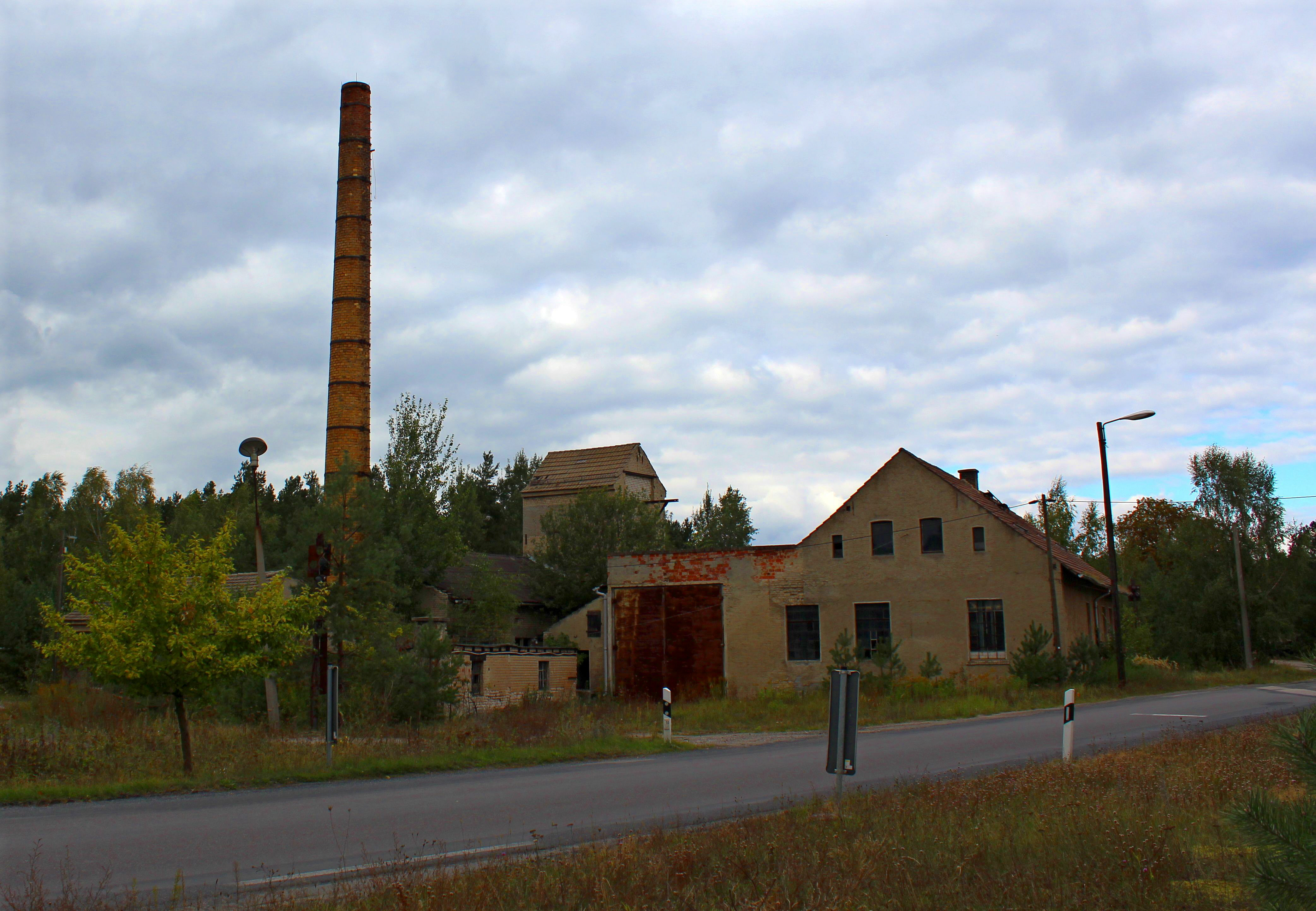
Einstiges Betriebsgelände der Firma Weiland an der Landesstraße 593.

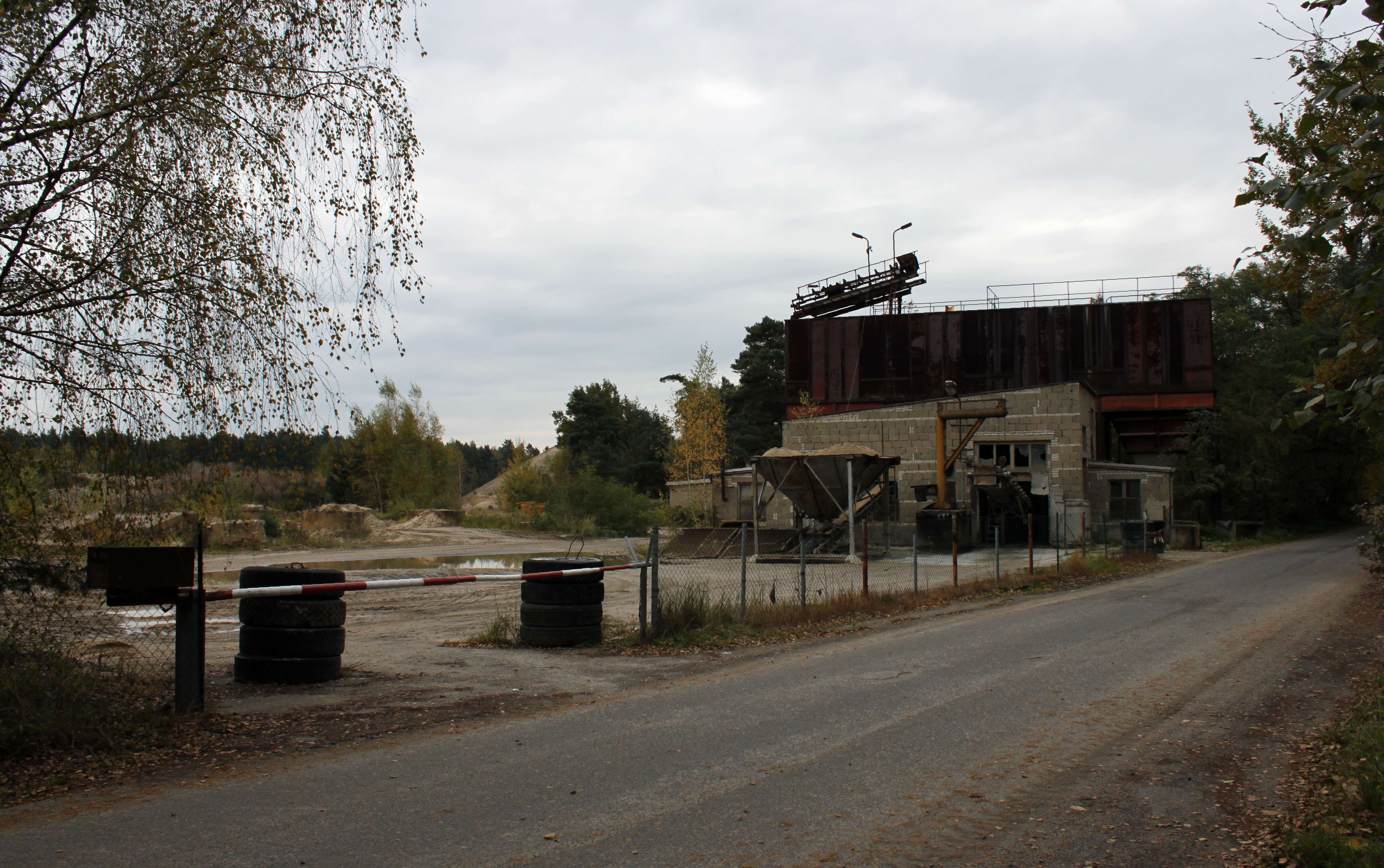
Kieswerk

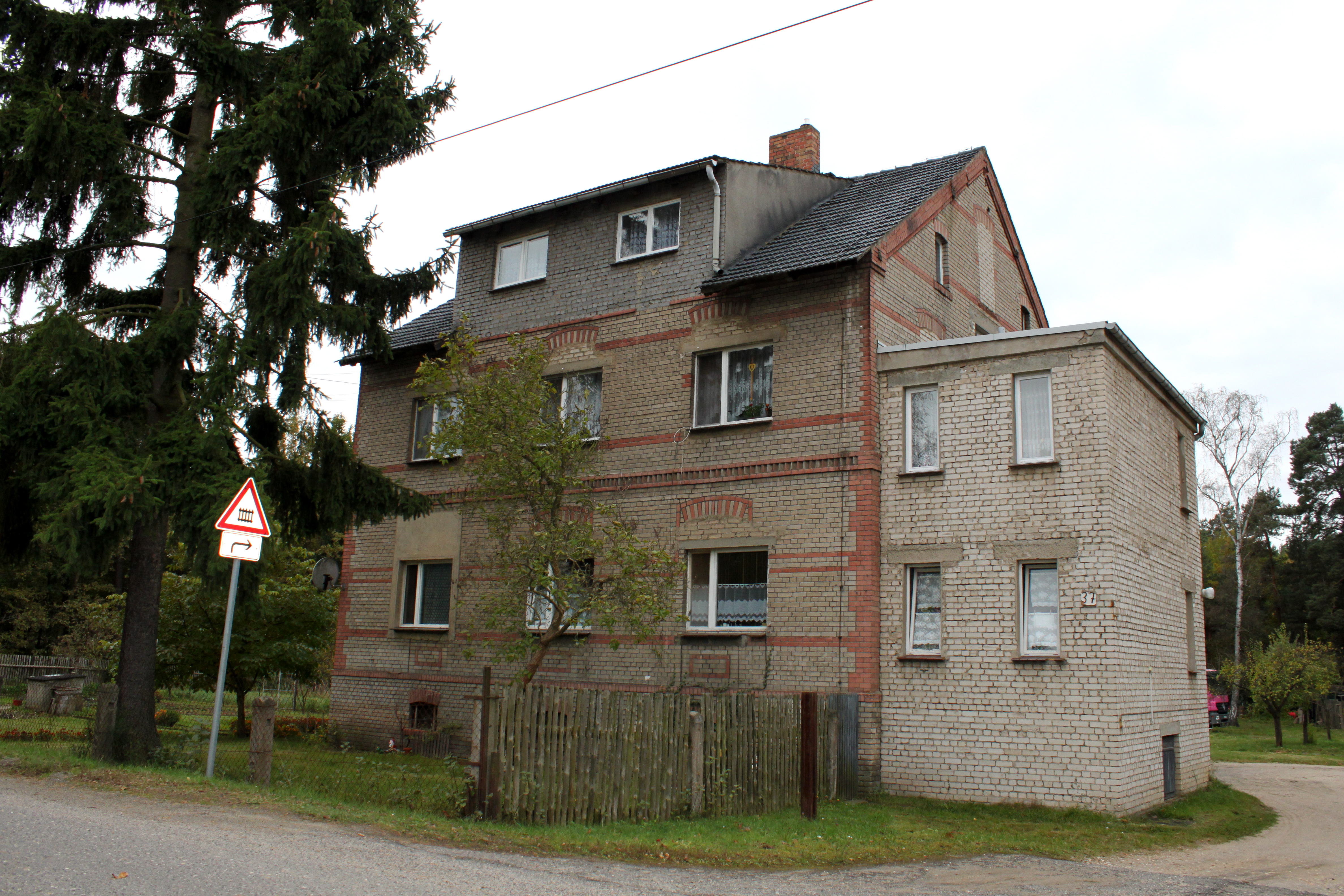
Ehemalige Kantine des Hartsteinwerkes.

Im Jahre 1888 begann nordöstlich von Zeischa der Liebenwerdaer Kaufmann und Fabrikant Carl Weiland mit dem Abbau von Kiesen und Sanden. Der Abbau der Rohstoffe erfolgte vorerst manuell. Mit steigender Produktion kamen in der Grube dann auch Eimerketten-Bagger zum Einsatz. Der Transport aus der Grube erfolgte mittels einer Feldbahn.
Weiland belieferte schwerpunktmäßig zunächst vor allem den Straßenbau und auch der fortschreitende Eisenbahnbau brachte steigenden Absatz. Bald entstand ein eigenes Hartsteinwerk und der Zeischaer Kies erwies sich auch ohne umfangreiche Aufbereitung als sehr guter Betonkies.
Später erhielt der Betrieb einen kleinen Verladebahnhof und ein Anschlussgleis zur Bahnstrecke Węgliniec–Falkenberg/Elster, das auch Flächen in der Haidaer Flur nutzte und zeitweise von den dortigen Kieswerken über eine 1,5 Kilometer lange Feldbahn ebenfalls bedient wurde. Um etwa 1900 teilte sich der Besitz in zwei Linien. Zum einen Teil die sogenannte Liebenwerdaer Kieslinie mit der Kiesgrube in Zeischa und zum anderen die Linie des Rittergutes in Maasdorf unter Paul Weiland mit Steinbrüchen in Schwarzkollm und Kamenz.
Der Besitz des Maasdorfer Rittergutes wurde schließlich 1945 im Zuge der Bodenreform, mit Ausnahme des Schwarzkollmer Steinbruches, der erst im Jahre 1973 in Staatseigentum überging, aufgeteilt. Auch der Zeischaer Familienbesitz wurde Volkseigentum.
Er konnte durch die Erben erst nach der Deutschen Wiedervereinigung zurück erworben werden.
Durch die mit der Wendezeit zunehmende Bautätigkeit in den neuen Bundesländern nahm auch der Bedarf an Kiesen und Sanden aus Zeischa zu. Das Westufer der Kiesgrube, wo man die Rohstoffe seit 1970 mittels Schwimmbagger gewann und seit einer Erweiterung des Kiesgewinnungsfeldes im Jahre 1984 auch Schub- und Lastschiffe einsetzte, wurde zu jener Zeit noch von der Ortsverbindungsstraße Zeischa - Dobra begrenzt. In der Folgezeit vergrößerte sich die Grube rasch, so dass auch bald die Ortsverbindung nach Dobra durchbrochen wurde. Der Transport des Kieses zum Werk erfolgte über kilometerlange Förderbänder, die zum Teil auf Pontons im See montiert waren.
Das Zeischaer Kieswerk wechselte 2002 den Betreiber. Auf Grund des massiven Absatzeinbruchs während der letzten Jahre musste ein Teil der Anlagen inzwischen demontiert werden.

### Erholungsgebiet Waldbad Zeischa
Das etwa drei Hektar umfassende Waldbad Zeischa, welches sich in einer Bucht im Südosten der Grube befindet, ist ein öffentliches Freibad und Teil der Kiesgrube in Zeischa. Neben einem bewachten Parkplatz und einer Gaststätte sind hier ein Campingplatz mit 140 Stellplätzen und Mietbungalows zu finden.
Bereits lange bevor man das Areal als Erholungsgebiet ausgewiesen hatte, nutzten die Einwohner der Umgebung die sich bereits frühzeitig mit Wasser füllende Grube zum Baden und Schwimmen. Im Jahre 1964 errichtete man schließlich in Zeischa die erste Bungalowsiedlung. 1970 eröffnete das Waldbad und das Gelände wurde als Naherholungsgebiet ausgewiesen. Zum Betrieb des Areals wurde eigens ein Zweckverband gegründet, welchem die damalige Kreisstadt Bad Liebenwerda sowie die Gemeinden Dobra, Prieschka, Zeischa und
Zobersdorf angehörten. Zur Ausstattung der Einrichtung gehörten neben einem Rettungsschwimmer-Häuschen unter anderem auch ein Sprungturm, eine Bootsvermietung, eine Minigolfanlage, zwei Kegelbahnen und eine Freilichtbühne. Außerdem entstand auch das Gebäude der heutigen Gaststätte „Zum Waldbad“. Das zunächst Räumlichkeiten für einen Imbiss und Umkleideräume bot. Ferner befand sich auf dem Gelände im Sommer ein Freilichtkino. In unmittelbarer Nachbarschaft zum Waldbad entstanden ein Ferienlager sowie eine Außenstelle der Bad Liebenwerdaer „Station Junger Naturforscher“.

## Zukunft
Da inzwischen ein Ende des Bergbaus in Zeischa abzusehen ist, wird gegenwärtig für das gesamte Gebiet, welches derzeit noch unter Bergbaurecht steht und im Kurortentwicklungsplan von Bad Liebenwerda als zukünftiges Erholungs- und Wassersportzentrum angedacht ist, im Auftrag der Stadtverwaltung ein Konzept für die touristische und naturschonende Nachnutzung erarbeitet.

## Dokumentationen (Film)
- Verein für Stadtmarketing und Wirtschaft Bad Liebenwerda e.V. (Hrsg.): „Das Weiße Gold von Zeischa“. Produktion: Elbe-Elster Fernsehen, Sprecher Klaus Feldmann, 2011